# Cầu diệp thòng
Cầu diệp thòng (danh pháp hai phần: Bulbophyllum refractum) là một loài phong lan thuộc chi Bulbophyllum. Loài này phân bố từ đông Hymalaya đến Jawa.